# 京都市立旭丘中学校
京都市立旭丘中学校（きょうとしりつ あさひがおかちゅうがっこう）は、京都府京都市北区紫野東蓮台野町1に位置する公立中学校。

## 沿革
- 1947年5月5日　京都市立待鳳中学校が鷹峯、待鳳、鳳徳、紫竹を校区として創設[1]。
- 1948年10月21日　新校舎の土地を京都市上京区紫野蓮台野町1番地に決定[1]。
- 1950年
  - 1月1日　京都市立旭丘中学校と改称[1]。
  - 10月13日　校歌及び校章が制定。
- 1953年
  - 4月29日　京都市立旭丘中学事件が始まる。
  - 日付不明　原因不明の出火で、8教室が焼ける。
- 1954年6月1日　京都市立旭丘中学事件が終結。
- 1956年4月1日　校区が鷹峯・待鳳・鳳徳の3校区になる。
- 1957年
  - 5月4日　生徒会旗が決まる。楠樹を植樹。
  - 9月30日　運動場の改修及びスタンドが設置される。
- 1967年8月12日　プールが完成。
- 1975年2月17日　空調設備（32教室分）が完成。
- 1982年3月26日　第一回リーダー講習会が実施。
- 1985年
  - 4月1日　通学服がブレザー型に切り替わる。
  - 10月　本館職員室前に、生徒会掲示板が設置される。
- 1990年11月　憩いの広場「かがやく丘」が整備。
- 2000年1月　グリーンベルトが整備。
- 2001年4月　通学服をクレリックシャツからシャツへ統一する。
- 2003年10月　ボランティアねっとを設立。
- 2005年4月　3年生の宿泊学習会を沖縄県で実施。
- 2006年3月　校内LANを整備。
- 2008年3月　給水設備を改修する。